# كأس العالم لأوفرواتش
كأس العالم لأوفرواتش (OWWC) هي بطولة دولية سنوية للرياضات الإلكترونية من لأوفرواتش تنظمها بليزارد إنترتينمنت مطور اللعبة، مع انطلاق النسخة الأولى في عام 2016. استمرت البطولة كل عام حتى عام 2019؛ بعد توقف دام ثلاث سنوات، عادت المسابقة في عام 2023. 
اختلف شكل البطولة في كل عام ، حيث تضمنت آخرها مرحلة أولية تنافست فيها المنتخبات الوطنية ضد الآخرين في نظام بطولة إقصاء واحد للمطالبة بمراكز التأهل الخمسة في مراحل المجموعات ، والتي شملت أيضًا خمسة منتخبات وطنية تأهلت مسبقًا عن طريق الترتيب. تقدمت الفرق الأعلى تصنيفًا من دور المجموعات إلى فئة التصفيات الفردية في حدث بليزكون في Blizzard كل شهر نوفمبر. وفازت كوريا الجنوبية بكأس العالم الثلاث الأولى ، بينما فازت الولايات المتحدة فيها عام 2019 وفازت المملكة العربية السعودية في اخر نسخة منها للعام 2023 .